# Петров, Юрий Владимирович (генерал-майор)
Юрий Владимирович Петров (20 сентября 1926, Мариинск, Сибирский край — 1 мая 2009, Киев) — советский деятель органов государственной безопасности, заместитель председателя КГБ Украинской ССР. Депутат Верховного Совета УССР 10-го созыва.

## Биография
Родился 20 сентября 1926 года в городе Мариинск в семье железнодорожника.
После окончания средней школы и подготовительных курсов в городе Томске поступил в Днепропетровский институт инженеров железнодорожного транспорта.
После окончания института с 1950 года — бригадир вагонного депо станции Мудрёная Приднепровской железной дороги. Затем секретарь комитета комсомола Криворожского коксохимического завода Днепропетровской области.
Член КПСС с 1952 года.
С 1952 года — в органах государственной безопасности СССР. В 1953 году окончил с отличием школу МВД № 204 в Киеве.
Службу начал оперуполномоченным отдела УМВД УССР по Днепропетровской области в городе Кривой Рог (обслуживал объекты транспорта и связи). С 1954 года — старший оперуполномоченный, начальник отделения УКГБ при СМ УССР по Днепропетровской области (обслуживал завод № 586, теперь «Южмаш»).
С 1962 года — начальник 7-го отдела (по транспорту и связи) 2-го Управления КГБ при СМ Украинской ССР. До 1972 года работал заместителем начальника 2-го Управления КГБ при СМ Украинской ССР.
В 1972—1977 годах — начальник Управления КГБ при СМ Украинской ССР по Сумской области.
11 апреля 1977 — 6 марта 1980 — начальник Управления КГБ при СМ Украинской ССР по Харьковской области.
В 1980—1991 годах — заместитель председателя КГБ Украинской ССР. В апреле — мае 1986 года возглавлял оперативно-следственную группу КГБ УССР по расследованию причин и обстоятельств аварии на Чернобыльской АЭС.
С 1992 года — в отставке. Занимался ветеранской деятельностью. С 2001 года — председатель совета Киевской организации ветеранов органов государственной безопасности Украины «Щит».
Умер 1 мая 2009 года в Киеве, где похоронен на Байковом кладбище.

## Награды
- Орден Октябрьской Революции;
- Орден Трудового Красного Знамени;
- Орден «Знак Почёта»;
- Медали.